# Temse
Temse (in francese Tamise) è un comune belga situato nella regione fiamminga.